# Merremia guerichii
Merremia guerichii är en vindeväxtart som beskrevs av Adrianus Dirk Jacob Meeuse. Merremia guerichii ingår i släktet Merremia och familjen vindeväxter. Inga underarter finns listade i Catalogue of Life.